# The Analogs
The Analogs – polski zespół grający street punk. Powstał w Szczecinie w roku 1995 z inicjatywy członków kapeli Dr. Cycos – Marka Adamowicza, Ziemowita Pawluka oraz Pawła Czekały. Twórczość formacji uważana jest za prekursorską dla muzyki street punk w Polsce. Zespół zyskał popularność dzięki celnym i ponadczasowym tekstom Czekały i do dzisiaj plasuje się w czołówce sceny. Muzycy The Analogs niejednokrotnie podkreślali swój antyfaszyzm, m.in. ich utwór „Futbol” znalazł się na składance „Wykopmy Rasizm ze Stadionów” wydanej w 2002 roku w ramach kampanii „Muzyka Przeciwko Rasizmowi” Stowarzyszenia „Nigdy Więcej”. Także w 2002 piosenka „Blask Szminki” trafiła na płytę Class pride world wide vol.2. Koncerty zespołu od wielu lat odbywają się pod patronatem kampanii „Muzyka Przeciwko Rasizmowi”. 

## Skład zespołu

### Aktualny skład[6]
- Paweł „Piguła” Czekała – gitara
- Kamil Rosiak – śpiew, gitara
- Przemysław „Benon” Kaczmarek – gitara basowa
- Max Matusiewicz – perkusja

## Dyskografia
- Oi! Młodzież (1996)
- Street Punk Rulez! (1998)
- Hlaskover Rock (2000)
- Blask szminki (2001)
- Trucizna (2002)
- Kroniki policyjne (2004)
- Talent Zero (2005)
- Poza prawem (2006)
- Najlepsze z najgorszych (2007)
- Miejskie opowieści (2008)
- Taniec Cieni (2010)
- S.O.S. (2010)
- Ballady czasu upadku (2012)
- Pełnoletnia Oi! Młodzież (2013)
- Na serca mego dnie (2013)
- Bezpieczny port (2014)
- 20 lat idziemy drogą tradycji (2015)
- Ostatnia kołysanka (2015)
- Wilk (2018)
- Projekt pudło (2019)
- CHWDP (2021)
- Bestia (2024)

### Kompilacje
- Oi! It's a World Invasion 3 (1997)
- Punks, Skins & Rude Boys Now! Vol. 1 (1998)
- Punks, Skins & Rude Boys Now! Vol. 4 (2000)
- Pol-SKA Norma (2001)
- Wykopmy rasizm ze stadionów (2002)
- Stay Punk! (2003)
- Tribute to Kryzys (2006)
- Nie ma zagrożenia – Tribute to Dezerter (2006)
- Tribute to Partia (2005)
- Street Rockers Volume One (2007)
- Punks, Skins & Rude Boys Now! Vol. 17 (2009)
- Class Pride World Wide 2
- KOB vs Mad Butcher 3
- Prowadź mnie ulico:
  - Prowadź mnie ulico vol. 1 (2004), utwory „Blask Szminki”, „Na Ulicach Miast”, „Podobno”, „Idole”, „Dzieciaki Atakujące Policję”, „Twoje Kłamstwa”[8][9][10]
  - Prowadź mnie ulico vol. 2 (2005), utwory „Oi! Oi! Oi!”, „Trucizna”, „Skinhead Girl”, „Pożegnanie”[11][12]
  - Prowadź mnie ulico vol. 3 (2006), utwór „Pieśń Aniołów” (utwór dźwiękowy i klip video)[13][14][15]
  - Prowadź mnie ulico vol. 4 (2007), utwór „Linia Frontu”[16][17][18]
  - Prowadź mnie ulico vol. 5 (2008), utwory „Miejskie opowieści”, „Latarnia”[19][20][21].
- Tribute to Apatia - Między nami jest jeszcze wiele do zrobienia (2022), utwór „Na ile się wyceniasz” (The Analogs/Projekt Pudło	)[22]

## Tribute to The Analogs
W 2023 r. został wydany album kompilacyjny, typu tribute album, zatytułowany „Uliczni wojownicy”, z podtytułem „Tribute to The Analogs”, stanowiący hołd dla tak zasłużonego i popularnego zespołu sceny street punk/oi!. Na płycie CD znalazło się 19 utworów zespołu wykonanych przez następujących wykonawców: Aggressive, Anti Dread, Booze & Glory, Bulbulators, Karramba, Lazy Class, Little Boy, Mister X, Misza, No Restraints, Not For You, Pils, Pleasure Trap, Royal Kids Of The 1977, The Prowlers, Wonderful Life, Zbeer, Zimna Wojna. Natomiast na wydanej kilka miesięcy później płycie gramofonowej o tym samym tytule zamieszczono 14 utworów.